# Ectinohoplia inscripta
Ectinohoplia inscripta är en skalbaggsart som beskrevs av Gilbert John Arrow 1921. Ectinohoplia inscripta ingår i släktet Ectinohoplia och familjen Melolonthidae. Inga underarter finns listade i Catalogue of Life.